# مرتضی ویشکایی
مرتضی ویشکایی (۱۲۷۱-۱۳۵۷ ه‍.خ.) قاضی دادگستری در دوره پهلوی بود.

## زندگی
او در سال ۱۲۷۱ ه‍.خ. در رشت به دنیا آمد و پس از اتمام تحصیلات قدیم و جدید، وارد تشکیلات قضایی ایران شد. او تمامی مراحل قضایی را از دادیاری، بازپرسی، دادستانی، ریاست دادگاه شهرستان، ریاست دادگاه استان، دادیاری و مستشاری دیوان عالی کشور طی نمود.
وی سالیان دراز رئیس شعب مختلف دیوان عالی کشور بود و آخرین سمتش ریاست دادگاه تجدید نظر انتظامی قضات بود.
او به خاطر حضور در تشییع جنازه نورالدین الموتی مغضوب محمدرضا شاه پهلوی واقع شد و بازنشسته گردید و عاقبت در سال ۱۳۵۷ درگذشت.
مرتضی ویشکایی هم در حقوق اسلامی و هم در حقوق اروپایی متبحر و صاحب نظر بود.
فرزندش محمدرضی ویشکایی در دوره پهلوی از صاحب منصبان اقتصادی کشور بود و دو بار هم در کابینه‌های سید جعفر شریف‌امامی به وزارت رسید.